# Kungseken, Helsingfors

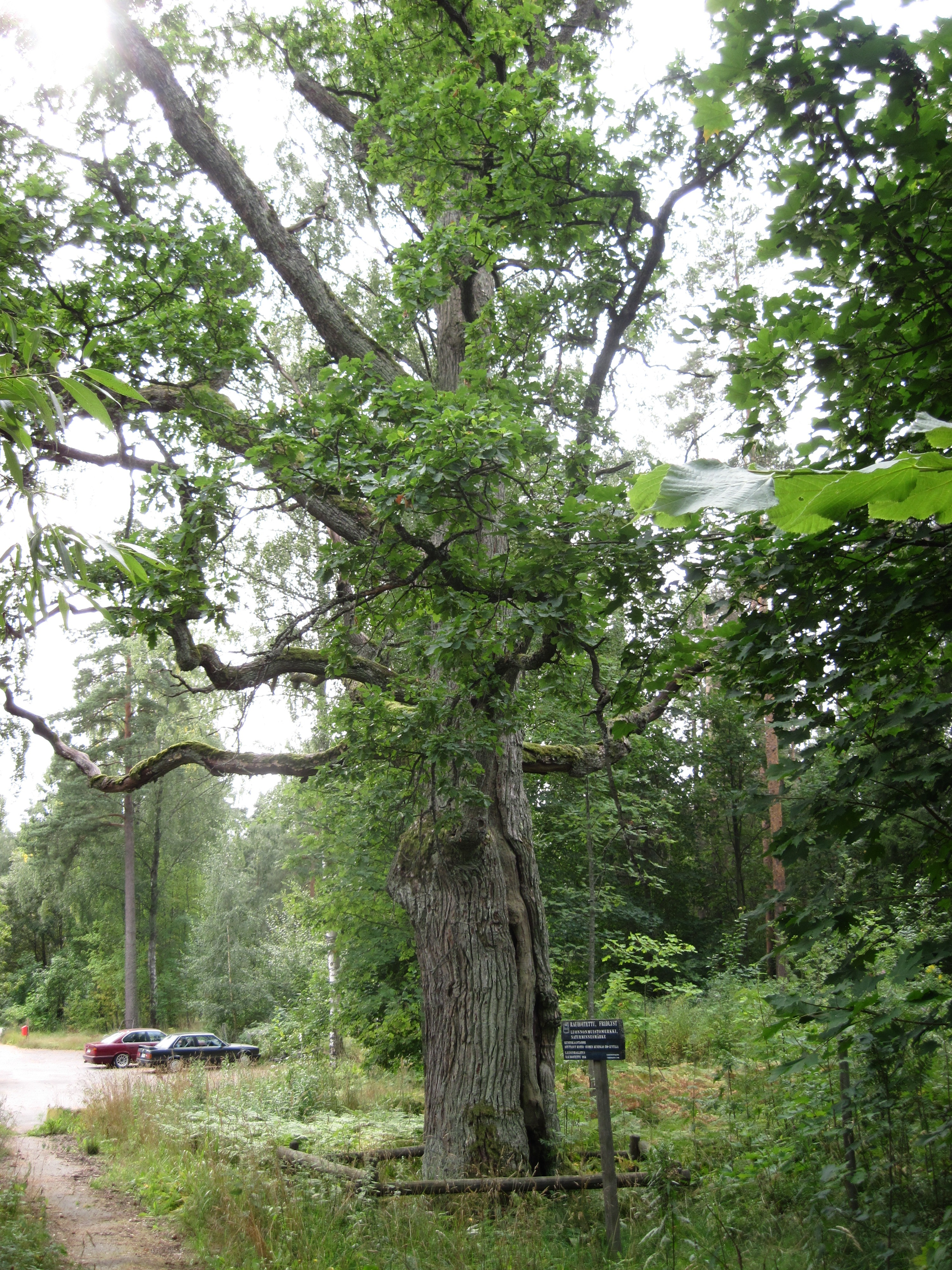
Kungens ek som gett området dess namn

Kungseken  (fi. Kuninkaantammi) är en ny stadsdel i Kårböle distrikt i Helsingfors. Området hörde tidigare till stadsdelen Håkansåker. Området, som nu består främst av grönområden, planläggs som bäst. Då det nya bostadsområdet är utbyggt kommer det att ha cirka 5 000 invånare. 